# Aleksandr Romanov
Aleksandr Stanislavovitj Romanov, ryska: Александр Станиславович Романов, född 6 januari 2000, är en rysk professionell ishockeyback som spelar för New York Islanders i NHL.
Han har tidigare spelat på NHL-nivå för Montreal Canadiens och på lägre nivåer för HK CSKA Moskva i Kontinental Hockey League (KHL) samt Krylja Sovetov och Krasnaja Armija Moskva i Molodjozjnaja chokkejnaja liga (MHL).
Romanov draftades av Montreal Canadiens i andra rundan i 2018 års draft som 38:e spelare totalt.

## Statistik
| 2016–2017  | Krylja Sovetov         | MHL        | 15 | 1 | 2  | 3  | 2  | — | — | — | — | — |
| 2017–2018  | Krasnaja Armija Moskva | MHL        | 37 | 7 | 7  | 14 | 37 | 4 | 0 | 1 | 1 | 0 |
| 2018–2019  | HK CSKA Moskva         | KHL        | 43 | 1 | 3  | 4  | 12 | 4 | 0 | 0 | 0 | 2 |
| 2019–2020  | HK CSKA Moskva         | KHL        | 43 | 0 | 7  | 7  | 14 | 4 | 0 | 0 | 0 | 0 |
| 2020–2021  | Montreal Canadiens     | NHL        | 54 | 1 | 5  | 6  | 21 | 4 | 1 | 0 | 1 | 0 |
| NHL totalt | NHL totalt             | NHL totalt | 54 | 1 | 5  | 6  | 21 | 4 | 1 | 0 | 1 | 0 |
| KHL totalt | KHL totalt             | KHL totalt | 86 | 1 | 10 | 11 | 26 | 8 | 0 | 0 | 0 | 2 |
| MHL totalt | MHL totalt             | MHL totalt | 52 | 8 | 9  | 17 | 39 | 4 | 0 | 1 | 1 | 0 |

### Internationellt
| Källa: Uppdaterad: 2021-01-14 | Källa: Uppdaterad: 2021-01-14 | Källa: Uppdaterad: 2021-01-14 |         | Utv = Utvisningsminuter | Utv = Utvisningsminuter | Utv = Utvisningsminuter | Utv = Utvisningsminuter | Utv = Utvisningsminuter |
| År                            | Lag                           | Mästerskap                    | Matcher | Mål                     | Assists                 | Poäng                   | Utv                     |                         |
| ----------------------------- | ----------------------------- | ----------------------------- | ------- | ----------------------- | ----------------------- | ----------------------- | ----------------------- | ----------------------- |
| 2018                          | Ryssland                      | U18-VM                        | 5       | 1                       | 2                       | 3                       | 0                       |                         |
| 2019                          | Ryssland                      | JVM                           | 7       | 1                       | 7                       | 8                       | 0                       |                         |
| 2020                          | Ryssland                      | JVM                           | 7       | 1                       | 5                       | 6                       | 2                       |                         |
| Junior totalt                 | Junior totalt                 | Junior totalt                 | 19      | 3                       | 14                      | 17                      | 2                       |                         |

## Privatliv
Han är son till Stanislav Romanov och barnbarn till Zinetula Biljaletdinov, båda två har spelat professionell ishockey och representerat det ryska respektive sovjetiska ishockeylandslaget.